# Emmanuel Sanon

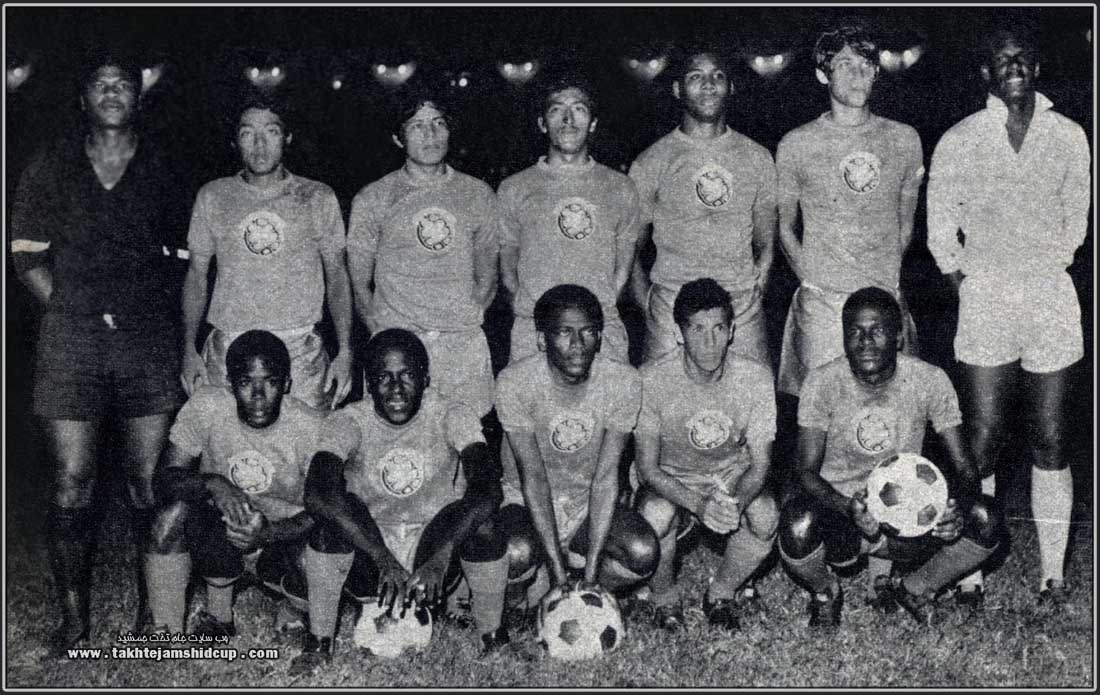

Emmanuel Sanon, dit Manno Sanon (né le 25 juin 1951 à Port-au-Prince et mort le 21 février 2008 à Orlando aux États-Unis), est un footballeur international et entraîneur haïtien de football.
Il est à ce jour le seul buteur haïtien en Coupe du monde, après avoir inscrit deux buts lors de l'édition 1974, ainsi que le meilleur buteur de l'histoire de l'équipe d'Haïti.
Il passe six saisons au K Beerschot VAV d'Anvers, où il remporte la Coupe de Belgique en 1979.
Sanon figure parmi Les 100 Héros de la Coupe du monde, une liste établie en 1994 par le magazine français France Football.

## Biographie

### Carrière de joueur

#### En club
Après avoir débuté dans le championnat interscolaire, Emmanuel Sanon est recruté par Don Bosco, un club de Pétionville près de Port-au-Prince,.
De 1974 à 1980, il joue dans le championnat de Belgique au K Beerschot VAV, où il inscrit en tout 43 buts en 142 matches. Il remporte la Coupe de Belgique en 1978-79 après avoir offert une passe décisive à Johan Coninx durant la finale.
Sanon poursuit ensuite sa carrière dans la North American Soccer League, aux États-Unis, sous les couleurs des San Diego Sockers.

#### En équipe nationale
Avec l'équipe d'Haïti, Emmanuel Sanon dispute et remporte la Coupe des nations de la CONCACAF 1973 en inscrivant 5 buts lors de la phase finale du tournoi organisée à Port-au-Prince. Cette compétition faisant office d'éliminatoires de la Coupe du monde 1974, Haïti obtient sa première qualification pour une Coupe du monde.
Durant la Coupe du monde 1974, Sanon dispute tous les matches de sa sélection, qui concède trois défaites. Parti en contre, il élimine Dino Zoff et ouvre la marque face à l'Italie, mettant fin à une série de 19 matches officiels durant lesquels le portier italien n'avait encaissé aucun but. L'attaquant haïtien marque de nouveau durant la rencontre opposant Haïti à l'Argentine.

### Carrière d'entraîneur
Sanon occupe le poste de sélectionneur de l'équipe d'Haïti en 1999-2000, il dirige l'équipe durant la Gold Cup 2000,.

### Vie personnelle
À la fin de sa carrière, Emmanuel Sanon s'est installé avec sa famille à Orlando aux États-Unis.
Il est l'auteur du livre Toup Pou Yo, sorti en 1997 aux Éditions des Antilles. En 1998, il met sur pied la Fondation Emmanuel Sanon, une association à but non lucratif.
En 2007, il est élevé au grade de commandeur par le président haïtien René Préval.
Il meurt d'un cancer du pancréas le 21 février 2008 à Orlando. 10 000 personnes assistent à l'hommage qui lui est rendu au stade Sylvio Cator de Port-au-Prince. Après Sylvio Cator, il est le second sportif haïtien à recevoir des funérailles nationales. Après sa mort, Don Bosco retire le numéro 10 porté par Emmanuel Sanon lorsqu'il évoluait au club.

## Palmarès
Sélection haïtienne
- Coupe des nations de la CONCACAF (1) :
  - Vainqueur : Coupe des nations de la CONCACAF 1973.

 K Beerschot VAV
- Coupe de Belgique (1) :
  - Vainqueur : 1978-79.